# 子拖西乡
子拖西乡，是中华人民共和国四川省甘孜藏族自治州新龙县下辖的一个乡镇级行政单位。

## 行政区划
子拖西乡下辖以下地区：
呷戈村、然翁村、所差村、达呷顶村、当巴村、其特村、朗村和呷多村。